# Molnár Ignác (teológus)
Molnár Ignác (Farád, 1856. január 1. – Győr, 1929. december 31.) teológiai doktor és tanár, római katolikus prépost, prelátus-kanonok.

## Élete
Molnár István birtokos gazda és Zalka Anna fia. A gimnáziumot Magyaróvárt, majd mint papnövendék a felsőbbeket Győrött végezte, a teológiát pedig Budapesten. A doktori oklevelet Bécsben nyerte el, mint a Szent Ágoston-intézet tagja. 1884-től 1886-ig Tatán volt káplán, majd tanulmányi felügyelő a győri szemináriumban. 1897-től teológiai tanár és egyúttal 1889. júliustól lelki igazgató. 1893. május 4-én ő felsége udvari káplán címmel tüntette ki.
A Hittudományi Folyóirat- és az Imaegyleti Értesítőnek munkatársa volt, ez utóbbit 1901. május 17-től szerkesztette.